# Sementara
Sementara is een bestuurslaag in het regentschap Serdang Bedagai van de provincie Noord-Sumatra, Indonesië. Sementara telt 1904 inwoners (volkstelling 2010).